# 1308 Галлерія
1308 Галлерія (1308 Halleria) — астероїд головного поясу, відкритий 12 березня 1931 року.
Тіссеранів параметр щодо Юпітера — 3,277.